# Paraplesiops
Paraplesiops ist eine Fischgattung aus der Familie der Mirakelbarsche (Plesiopidae). Die fünf Arten der Gattung kommen an den Küsten des westlichen, südlichen und östlichen Australiens vor.

## Merkmale
Paraplesiops-Arten erreichen eine Länge von 10 bis 33 cm und ähneln in ihrer äußeren Gestalt, ihrer Bezahnung und der Größe der Kiemenrechen den tropischen Mirakelbarschgattungen Plesiops und Fraudella. Die durchgehende Rückenflosse wird von 11 bis 12 Stachelstrahlen und 9 bis 11 Weichstrahlen gestützt. Auch die Afterflosse hat 9 bis 11 Weichstrahlen. In den Brustflossen sind es 17 bis 19 Flossenstrahlen, in den Bauchflossen ein Stachel und 4 Weichstrahlen. Die Schwanzflosse ist abgerundet oder verlängert und wird von 15 verzweigten Flossenstrahlen gestützt. Maxillare und Schnauze sind unbeschuppt. Die Kieferzähne sind in mehreren Reihen angeordnet, wobei die Zähne der äußeren Reihe größer sind als die der inneren. Auch Zunge und Gaumen sind bezahnt. Die Kiemenrechen auf dem ersten Kiemenbogen sind kurz. Der Rand des Präoperculums ist glatt und nur am Winkel gesägt. Paraplesiops-Arten haben zwei Seitenlinien, eine obere mit 28 bis 43 Schuppen und eine untere mit 9 bis 21 Schuppen.

## Lebensweise
Paraplesiops-Arten kommen an den subtropischen und warm gemäßigten Küsten Australiens vor und leben dort sehr versteckt in Höhlen und anderen nicht dem Sonnenlicht ausgesetzten Orten. Sie sind brutpflegend, wobei die Männchen die Bewachung und Pflege der Eier übernehmen.

## Arten
Es gibt fünf Arten:

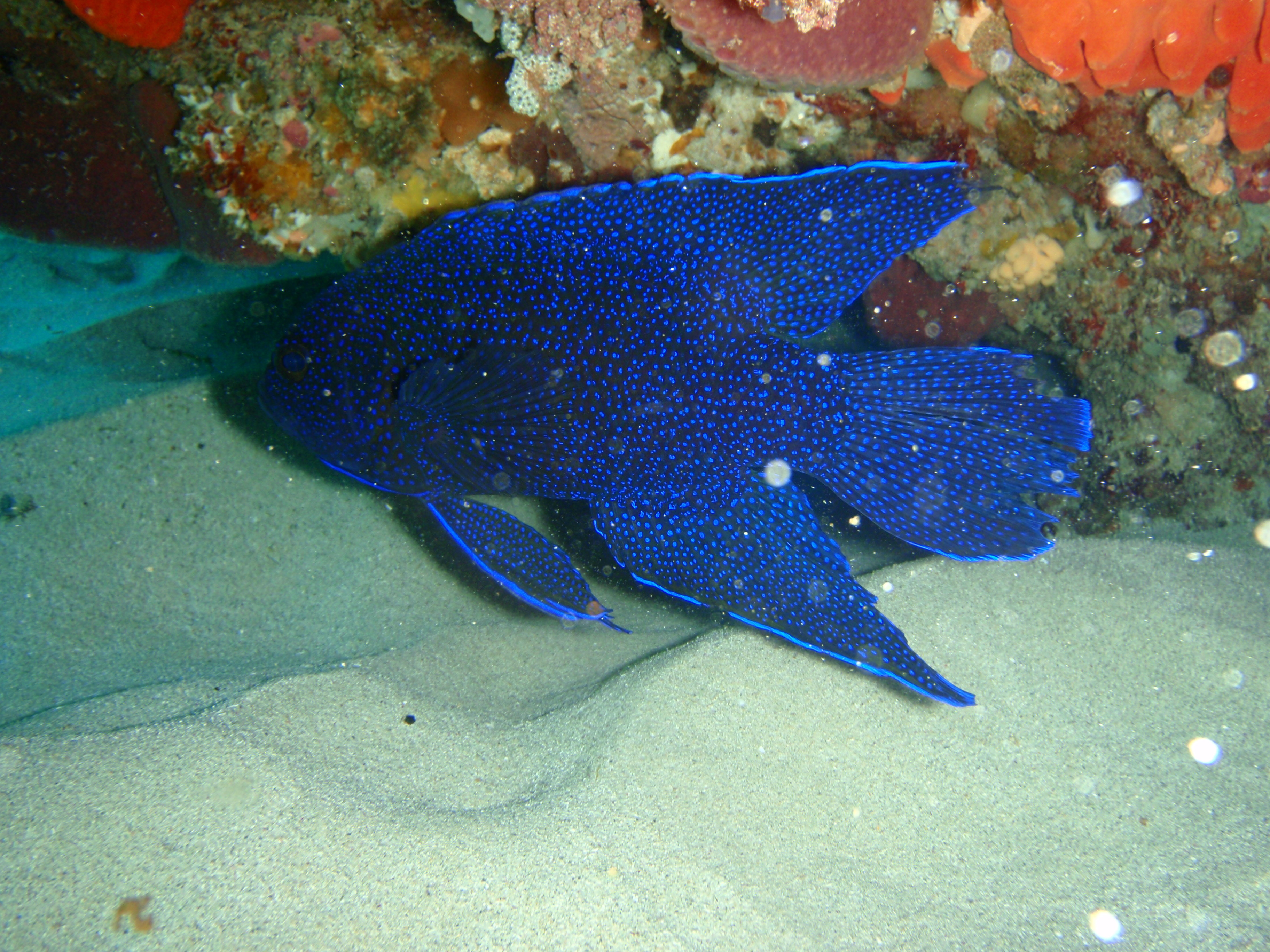
Paraplesiops meleagris

- Alisons Mirakelbarsch (Paraplesiops alisonae Hoese & Kuiter, 1984)
- Bleekers Mirakelbarsch (Paraplesiops bleekeri (Günther, 1861))
- Blaupunkt Mirakelbarsch (Paraplesiops meleagris (Peters, 1869))
- Powers Mirakelbarsch (Paraplesiops poweri Ogilby, 1908)
- Paraplesiops sinclairi Hutchins, 1987.